# Debora Schoon-Kadijk
Debora Jantine Schoon-Kadijk (Roterdã, 14 de abril de 1969) é uma ex-voleibolista indoor e jogadora de vôlei de praia neerlandesa, medalhista de prata no Campeonato Europeu nos anos de 1998, na Grécia, e de bronze em 2000 na Espanha.

## Carreira
Na temporada de 1994-95, estreou no Circuito Mundial ao lado de Lisette Van de Ven e terminaram em nono no Aberto de Osaka.No evento do referido circuito em 1995-96 finalizaram no décimo terceiro posto nos Abertos de Osaka e Rio de Janeiro, e o nono lugar como melhor resultado no Aberto de Espinho. Em 1996 estiveram juntas no circuito mundial, e finalizaram no décimo sétimo lugar nas Séries Mundiais de Recife e Maceió, o décimo terceiro lugar na Série Mundial de Hermosa Beach, quinto lugar no Challenge de Vasto, e disputaram os Jogos Olímpicos de Verão de 1996 em Atlanta e conquistaram o décimo terceiro lugar, finalizou em nona na Série Mundial de Ostende com Mareille Te Winkel.
Em 1997, disputou o Circuito Mundial ao lado de sua irmã Rebekka Kadijk no Aberto de Marselha, e neste terminaram no nono lugar, finalizaram em sétimo no Aberto de Espinho e em décimo sétimo no Aberto de Salvador, e tiveram o nono lugar no Campeonato Mundial de Los Angeles.Juntas conquistaram a medalha de prata no Campeonato Europeu de Voleibol de Praia de 1998 na cidade de Rodes.
Ainda em 1998, disputaram o Circuito Mundial, terminando no décimo sétimo posto nos Abertos Vasto e Toronto, em nono nos Abertos do Rio de Janeiro,Espinho e Marselha, e em sétimo no Aberto de Salvador e quinto no de Osaka.Estiveram juntas na temporada seguinte, terminaram em quinto lugar no Campeonato Europeu de Voleibol de Praia de 1999 em Palma de Maiorca, finalizaram em nono lugar no Campeonato Mundial de Marselha, e estiveram no Circuito Mundial, terminando no décimo sétimo posto no Aberto de Dalian, décimo terceiro posto Aberto de Salvador, em nono nos Abertos de Espinho e Osaka, e o sétimo lugar no Aberto de Toronto e Acapulco.E neste ano terminaram em sétimo no torneio internacional Bank of America/US Olympic Cup  em San Diego, Estados Unidos.
No ano de 2000, esteve com Rebekka Kadijk e conquistaram a medalha de bronze no Campeonato Europeu de Voleibol de Praia nas cidades de Guecho e Bilbau,terminando no décimo terceiro  lugar no Aberto de Berlim, em décimo sétimo posto nos Abertos de Vitória, Rosarito, Cagliar, Toronto e Marselha, assim como no Grand Slam de Chicago e o quinto posto no Grand Slam de Gstaad. Em 2000 disputou os Jogos Olímpicos de Sydney ao lado de Rebekka Kadijk e terminaram décimo nono lugar.
É mãe da jogadora de voleibol de praia Raïsa Schoon.